# Famille des Mușatini
 (juillet 2024).
Si vous disposez d'ouvrages ou d'articles de référence ou si vous connaissez des sites web de qualité traitant du thème abordé ici, merci de compléter l'article en donnant les références utiles à sa vérifiabilité et en les liant à la section « Notes et références ».
La famille des Mușatini est une famille princière de Moldavie, branche de la famille des Bogdanești issue de Bogdan II Mușat, et dont quelques représentants comme Étienne Ier le Sourd ou Alexandre III ont aussi régné en Valachie, l'autre principauté roumaine.

## Filiation
```
Bogdan II Mușat
, prince de 
Moldavie
 de 1449 à 1451
  Maria-Oltea
  ├─
Étienne III de Moldavie
 (
Ștefan cel Mare
), prince de 
Moldavie
 de 1457 à 1504
  │   Marusca morte en 1457
  │   ├─Alexandre mort le 
26 juillet 1496

  │   │   Marguerite Assen 
Paléologue
, épousée en 1489
  │   │   ├─
Étienne V
 prince de 
Moldavie
 (
Ștefan V Lăcusta
)
  │   Eudoxie Olelkowicza épousée vers 1463, morte en 1467 fille d'Alexandre prince de Kiev
  │   │   ├─Oleana née 1464 morte le 
18 janvier 1505

  │   │   │   Ivan marié en 1483, mort le 
7 mars 1490
 fils du prince Ivan III de Russie
  │   │   ├─Petru mort le 
21 novembre 1480

  │   
Marie de Mangoup
, mariée en 1472, morte le 
19 décembre 1477
 inhumée à Putna
  │   │   ├─Bogdan né le 
3 septembre 1473
 mort le 
26 juillet 1479
.
  │   │   ├─Ilie né le 
3 septembre 1473
 mort en enfance
  │   │   ├─Maria morte en 1518 inhumée à Putna
  │   │   ├─Anna nonne à Bistritsa
  │   Maria Basarab, mariée en 1478, morte en 1511, fille de 
Radu III l'Élégant
 (
Radu III Cel Frumos
) prince de 
Valachie

  │   │   ├─Vlad né le 
9 mars 1479
 rebaptisé Bogdan en 
juillet 1479
 
Bogdan III l'Aveugle
 (
Bogdan III cel Orb
) prince de 
Moldavie

  │   Maria de Hărlău
  │   │   ├─
Pierre IV Rareș
 prince de 
Moldavie
 (fils illégitime)
  ├─Sora, ép. Isaia Vornicul
  ├─Maria, ép. Șendrea
```